# ブランドン・スプロート
ブランドン・カール・スプロート（Brandon Carl Sproat, 2000年9月17日 - ）は、アメリカ合衆国フロリダ州ペンサコーラ出身のプロ野球選手（投手）。右投右打。MLBのニューヨーク・メッツ傘下所属。

## 経歴

### プロ入り前
高校時代の2019年にMLBドラフト7巡目（全体205位）でテキサス・レンジャーズから指名されたが、契約せずにフロリダ大学へ進学した。
大学時代の2022年にMLBドラフト3巡目（全体90位）でニューヨーク・メッツから指名されたが、ここでも契約せず大学に残った。

### プロ入りとメッツ傘下時代
2023年のMLBドラフト2巡目（全体56位）で再びメッツから指名され、今度は契約に合意してプロ入り。
2024年に傘下のA＋級ブルックリン・サイクロンズでプロデビューし、その後AA級ビンガムトン・ランブルポニーズへ昇格。7月にはオールスター・フューチャーズゲームに選出された。

## 詳細情報

### 記録
MiLB
- オールスター・フューチャーズゲーム選出：1回（2024年）